# Brehmpark

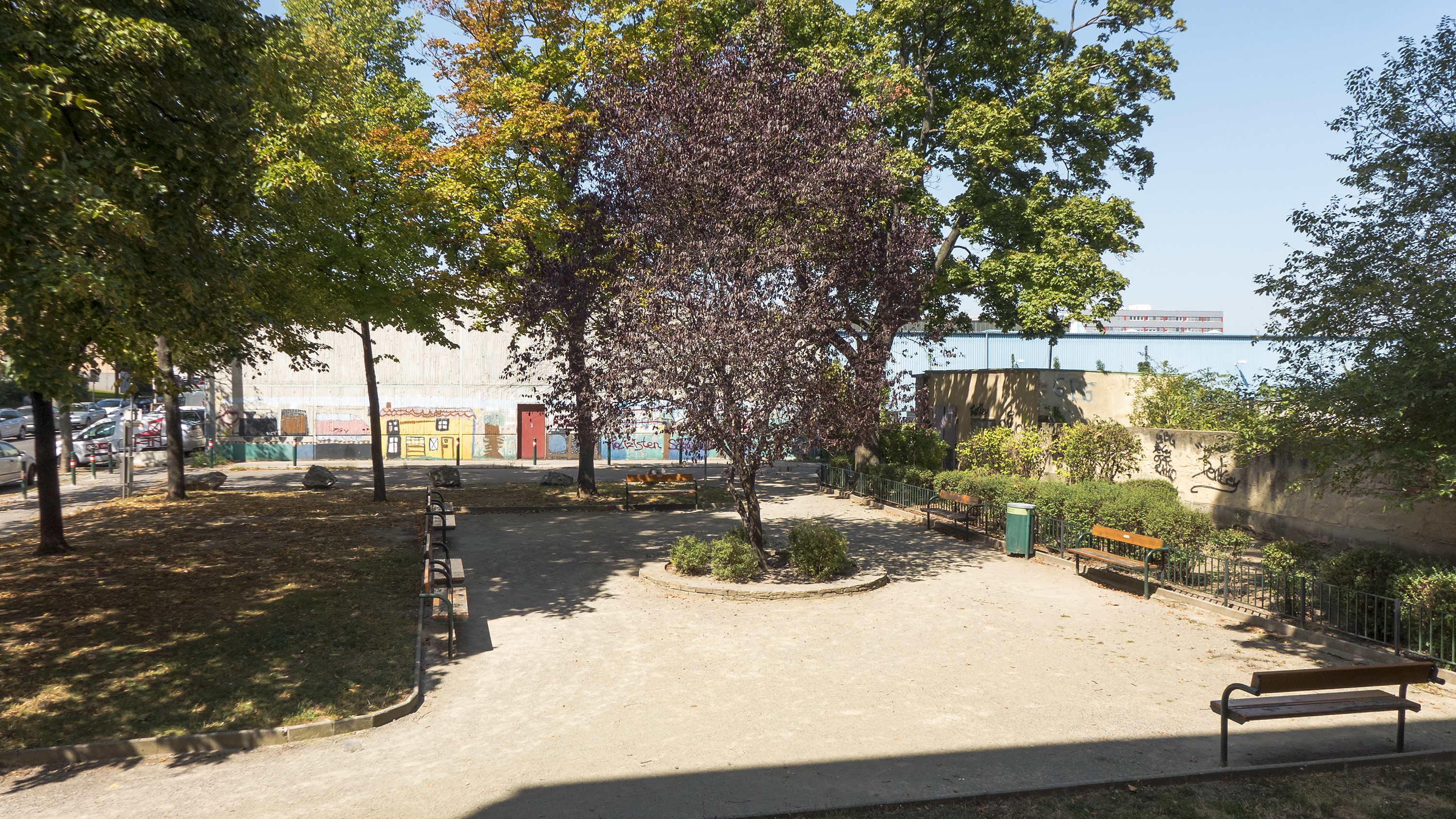
Brehmpark

Der Brehmpark ist eine Parkanlage im Bezirksteil Simmering des 11. Wiener Gemeindebezirks Simmering.

## Geschichte und Beschreibung
An der Stelle des heutigen Brehmparks wurde bereits Anfang des 20. Jahrhunderts gegenüber der 1890 errichteten Schule ein „öffentlicher Platz“ angelegt. Der an der Brehmstraße gelegene, etwa  750 m² große Beserlpark wurde nach dem Zoologen und Schriftsteller Alfred Brehm benannt. Er verfügt über Sitzmöglichkeiten und hat einen Baumbestand von neun Bäumen (Stand 2019). Der älteste Baum ist ein 1964 gepflanzter Spitzahorn, zuletzt wurde im Jahr 2000 eine Feldulme gepflanzt.